# Julien Le Couëdic
 (septembre 2016).
Si vous disposez d'ouvrages ou d'articles de référence ou si vous connaissez des sites web de qualité traitant du thème abordé ici, merci de compléter l'article en donnant les références utiles à sa vérifiabilité et en les liant à la section « Notes et références ».
Julien Le Couëdic, né le 6 janvier 1890 à Versailles et décédé dans la même ville le 9 février 1975, est un prélat français, évêque de Troyes. 

## Biographie
Ordonné prêtre du diocèse de Versailles en 1915, il est nommé évêque de Troyes en 1943, sacré évêque le 18 janvier 1944 et intronisé en la cathédrale de Troyes le 29 janvier 1944. Il restera à Troyes pendant 23 ans.
En 1962, il participe au Concile Vatican II. Évêque conservateur, il est membre du Cœtus Internationalis Patrum aux côtés de Marcel Lefebvre, cousin de son prédécesseur.
Il accepta d'accueillir en son diocèse l'abbé Georges de Nantes, figure du traditionalisme catholique et il le nomme curé de Villemaur-sur-Vanne (Aube) en 1958, alors qu'il avait été rejeté des diocèses de Grenoble et de Paris. Il y crée deux communautés des Petits Frères et Sœurs du Sacré-Cœur de Jésus. Ni Le Couëdic ni ses successeurs n'accorderont de statut canonique à ces fondations[réf. nécessaire]. Le Couëdic, lassé des débordements[réf. nécessaire] de Georges de Nantes, le frappera de suspense a divinis le 25 août 1966, le relevant de toute fonction juridictionnelle dans son dicocèse.
Le Couëdic laisse dans son diocèse le souvenir de quelqu'un de très précieux et distant[réf. nécessaire]. Il est à l'origine du dernier renouvellement du vestiaire de la cathédrale de Troyes. De superbes et riches ornements sont commandés à cette époque[réf. nécessaire].

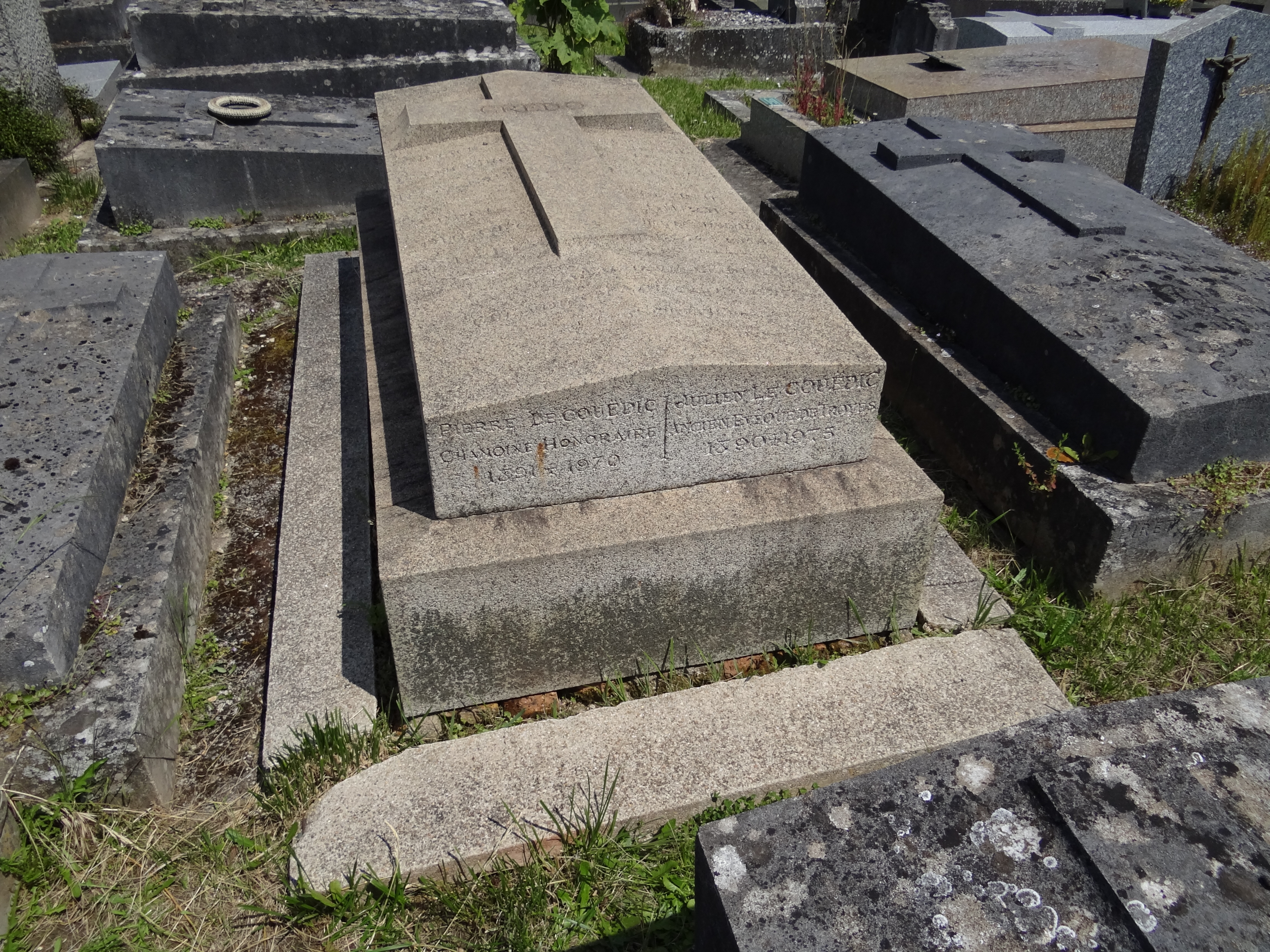
la tombe de Julien Le Couëdic au cimetière Saint-Louis à Versailles (Yvelines).

A sa mort en 1975, il est inhumé dans le caveau familial au cimetière Saint-Louis à Versailles.